# Мица Михайло Степанович
Миха́йло Степа́нович Ми́ца (3 березня 1983, Прилбичі, Яворівський район, Львівська область — 11 березня 2023, Бахмутський район, Донецька область) — військовослужбовець Збройних Сил України, 80-ї окремої десантно-штурмової бригади, учасник російсько-української війни.

## Життєпис
Народився 3 березня 1983 в селі Прилбичі Яворівського району Львівської області. Закінчив місцеву школу імені митрополита Андрея Шептицького. Опісля навчався в Художньому професійно-технічному училищі імені Й. Станька. Працював на «Галицькій здобі» та їздив на заробітки до Польщі. Разом зі сім'єю жив у Новояворівську. У липні 2022 року став на захист України від російських окупантів, воював у складі 80 десантно-штурмової бригади.

## Загибель
Загинув 11 березня 2023 року в боях на Донеччині. Похований 16 березня в Прилбичах.

## Нагороди
- Орден «За мужність» III ступеня (21 червня 2023, посмертно) — за особисту мужність, виявлену у захисті державного суверенітету та територіальної цілісності України, самовіддане виконання військового обов'язку[4].